# Liste der Biografien/Lav
Liste der Biografien |
Portal Biografien |
Personensuche
# |
A |
B |
C |
D |
E |
F |
G |
H |
I |
J |
K |
L |
M |
N |
O |
P |
Q |
R |
S |
T |
U |
V |
W |
X |
Y |
Z |
?
 
La |
Lb |
Lc |
Le |
Lg |
Lh |
Li |
Lj |
Ll |
Lm |
Lo |
Lp |
Lt |
Lu |
Lv |
Lw |
Lx |
Ly |
Lz
 
Laa |
Lab |
Lac |
Lad |
Lae–Lah |
Lai |
Laj |
Lak |
Lal |
Lam |
Lan |
Lao |
Lap |
Laq |
Lar |
Las |
Lat |
Lau |
Lav |
Law |
Lax |
Lay |
Laz
Die Liste der Biografien führt alle Personen auf, die in der deutschsprachigen Wikipedia einen Artikel haben. Dieses ist eine Teilliste mit 283 Einträgen von Personen, deren Namen mit den Buchstaben „Lav“ beginnt.

## Lav

### Lava
- Lava, William (1911–1971), US-amerikanischer Filmkomponist und Arrangeur
- Lavachery, Henri (1885–1972), belgischer Altamerikanist
- Lavado, Carlos (* 1956), venezolanischer Motorradrennfahrer
- Lavagetto, Gino (* 1938), italienischer Schauspieler
- Lavaggi, Giovanni (* 1958), italienischer Automobilrennfahrer
- Lavagna, Roberto (* 1942), argentinischer Politiker, Wirtschaftswissenschaftler und Diplomat
- Lavagne, André (1913–2014), französischer Komponist
- Lavagne, Henri (* 1939), französischer Althistoriker und Klassischer Archäologe
- Lavagnini, Bruno (1898–1992), italienischer Altphilologe, Neogräzist
- Lavagnini, Juan Pablo, uruguayischer Politiker
- Lavagnini, Renata (* 1942), italienische Neogräzistin und Byzantinistin
- Lavagnino, Angelo Francesco (1909–1987), italienischer Filmkomponist
- Lavagnino, Sam (* 2006), US-amerikanischer Synchronsprecher
- Lavainne, Christophe (* 1963), französischer Radrennfahrer
- Lavaivre, Charles (1905–1967), französischer Eishockeyspieler
- Laval, André de († 1486), französischer Adliger, Marschall von Frankreich, Admiral von Frankreich
- Laval, Charles (1862–1894), französischer Maler
- Laval, Guy (* 1935), französischer Physiker
- Laval, Guy Claude Roland de (1677–1751), französischer Militär
- Laval, Guy XII. († 1412), französischer Adliger und Militär, Herr von Laval
- Laval, Guy XV. de (1435–1501), französischer Aristokrat
- Laval, Guy XVI. de (1476–1531), französischer Adliger und Militär, Graf von Laval
- Laval, Jacques Desiré (1803–1864), römisch-katholischer Geistlicher, Missionar, Spiritanerpater
- Laval, Jeanne de (1433–1498), französische Adelige
- Laval, John Marie (1854–1937), französischer römisch-katholischer Geistlicher, Weihbischof in New Orleans
- Laval, Jost de, vermutlich flämischer Tafelmaler, der hauptsächlich in Lübeck tätig war
- Laval, Louis de († 1489), französischer Aristokrat und Politiker
- Laval, Pierre (1883–1945), französischer Politiker der Dritten Republik und des Vichy-RegimesPierre Laval (1883–1945)

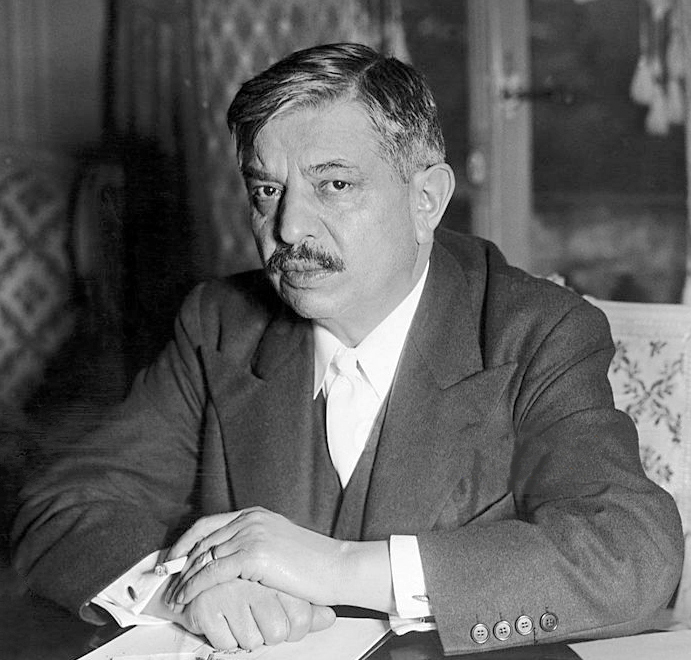
Pierre Laval (1883–1945)

- Laval, Urbain de (1557–1629), französischer Militär und Diplomat
- Laval-Châteaubriant, Jean de (1486–1543), französischer Adliger, Gouverneur von Bretagne
- Lavalade, Yves (* 1939), französischer Autor, Okzitanist und Lexikograf
- Lavale, Jakob von (1843–1925), deutscher Eisenbahnunternehmer
- Lavalée, Dimitri (* 1997), belgischer Fußballspieler
- Lavalette, Antoine Marie Chamans, comte de (1769–1830), französischer Offizier und Staatsmann
- Lavalle, Ângela (* 1981), brasilianische Beachvolleyballspielerin
- Lavalle, José María (1902–1984), peruanischer Fußballspieler
- Lavalle, Josefina (1924–2009), mexikanische Balletttänzerin, Choreografin und ehemalige Ballettdirektorin
- Lavalle, Leonardo (* 1967), mexikanischer Tennisspieler
- LaValle, Victor (* 1972), amerikanischer Autor
- Lavallée, Alphonse (1791–1873), französischer Geschäftsmann
- Lavallée, Calixa (1842–1891), französisch-kanadischer Komponist
- Lavallée, Jason (* 1986), kanadischer Pokerspieler
- LaVallée, Kevin (* 1961), kanadischer Eishockeyspieler
- Lavallée, Kevin (* 1981), deutsch-kanadischer Eishockeyspieler
- Lavallée, Kevin (* 1985), deutsch-kanadischer Eishockeyspieler
- Lavallée, Louis-Arsène (1861–1936), kanadischer Politiker
- Lavallée, Pierre Alphonse Martin (1836–1884), französischer Dendrologe
- Lavallée-Smith, Alphonse (1873–1912), kanadischer Komponist, Organist und Musikpädagoge
- Lavalleja, Juan Antonio (1784–1853), uruguayischer Revolutionär
- LaValley, Jonas Joseph (1858–1930), US-amerikanischer Landschafts- und Stilllebenmaler
- LaValley, Terry Ronald (* 1956), US-amerikanischer Geistlicher, Bischof von Ogdensburg
- Lavalou, Jean-Marie (1946–2022), französischer Filmtechniker
- Lavanant, Dominique (* 1944), französische Schauspielerin
- Lavanchy, François-Henri (1848–1922), Schweizer Unternehmer, Philanthrop und Filmpionier
- Lavanchy, Henri-Ferdinand (1926–2012), Schweizer Unternehmer
- Lavanchy, Marisa (* 1990), Schweizer Sprinterin
- Lavanchy, Numa (* 1993), Schweizer Fussballspieler
- Lavanchy, Pascal (* 1968), französischer Eiskunstläufer
- Lavanchy, Pierre (* 1982), Schweizer Leichtathlet
- Lavandeira, Pablo (* 1990), uruguayischer Fußballspieler
- Lavanha, João Baptista († 1624), portugiesischer Mathematiker und Kosmograph
- Lavant, Christine (1915–1973), österreichische SchriftstellerinChristine Lavant (1915–1973)

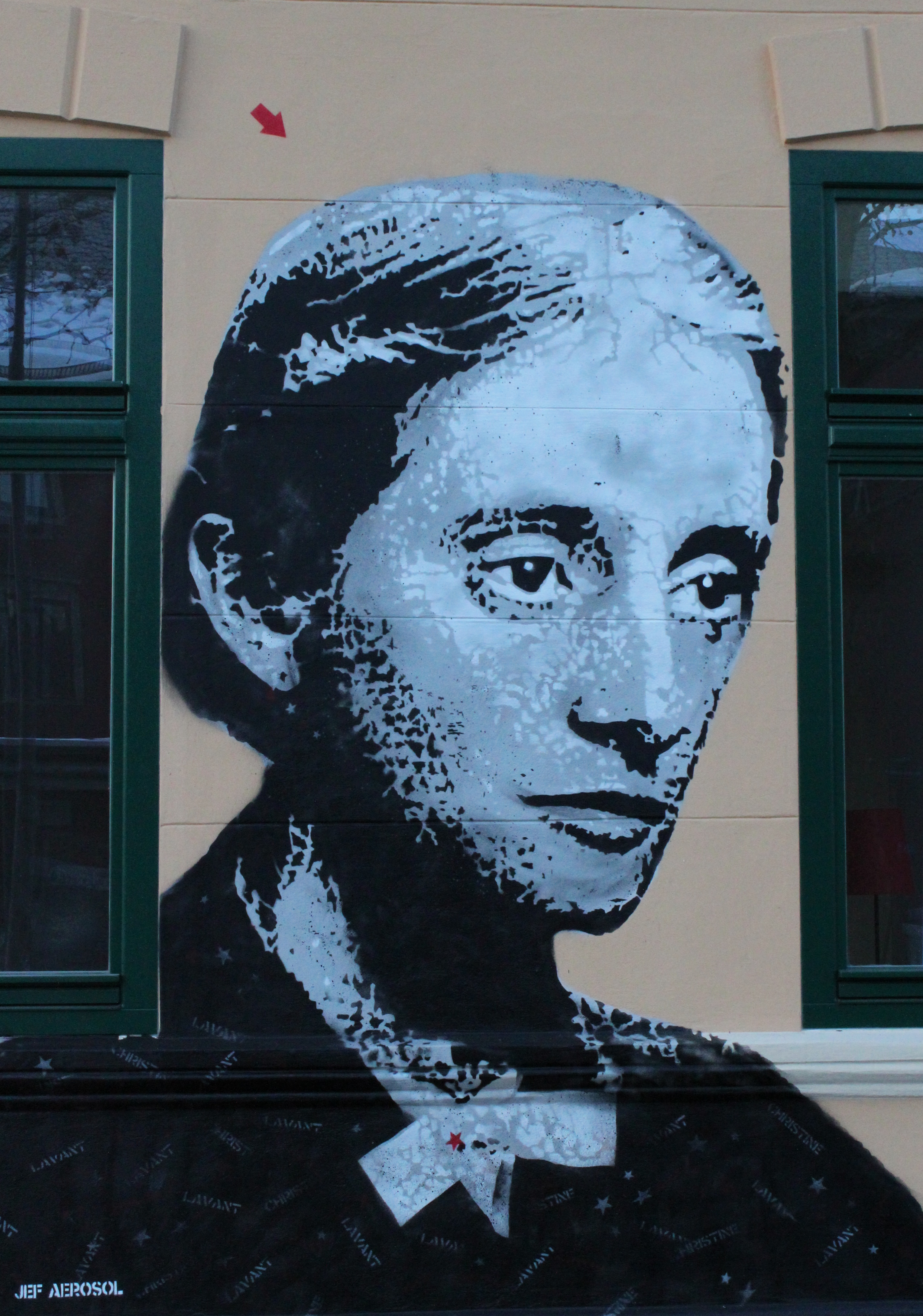
Christine Lavant (1915–1973)

- Lavant, Denis (* 1961), französischer Schauspieler
- Lavant, Rudolf (1844–1915), deutscher Schriftsteller
- Lavapuro, Juha (* 1968), finnischer Jurist
- Lavarack, John (1885–1957), australischer Generalleutnant und Gouverneur von Queensland
- Lavarias, Florentino Galang (* 1957), philippinischer Geistlicher, römisch-katholischer Erzbischof von San Fernando
- Lavarinhas, Rui (* 1971), portugiesischer Radrennfahrer
- Lavarini, Enrico (* 1948), Schweizer Dirigent und Komponist
- Lavås, Manne (* 1944), schwedischer Eisschnellläufer
- Lavat, Jorge (1933–2011), mexikanischer Schauspieler
- Lavater, Conrad (1628–1691), Schweizer Apotheker in Basel
- Lavater, Diethelm (1743–1826), Schweizer Arzt, Politiker und Freimaurer
- Lavater, Elise (1820–1901), Schweizer Komponistin
- Lavater, Hans (1885–1969), Schweizer Komponist, Hochschullehrer und Chorleiter
- Lavater, Johann Caspar (1741–1801), Schweizer Pfarrer, Philosoph und SchriftstellerJohann Caspar Lavater (1741–1801)

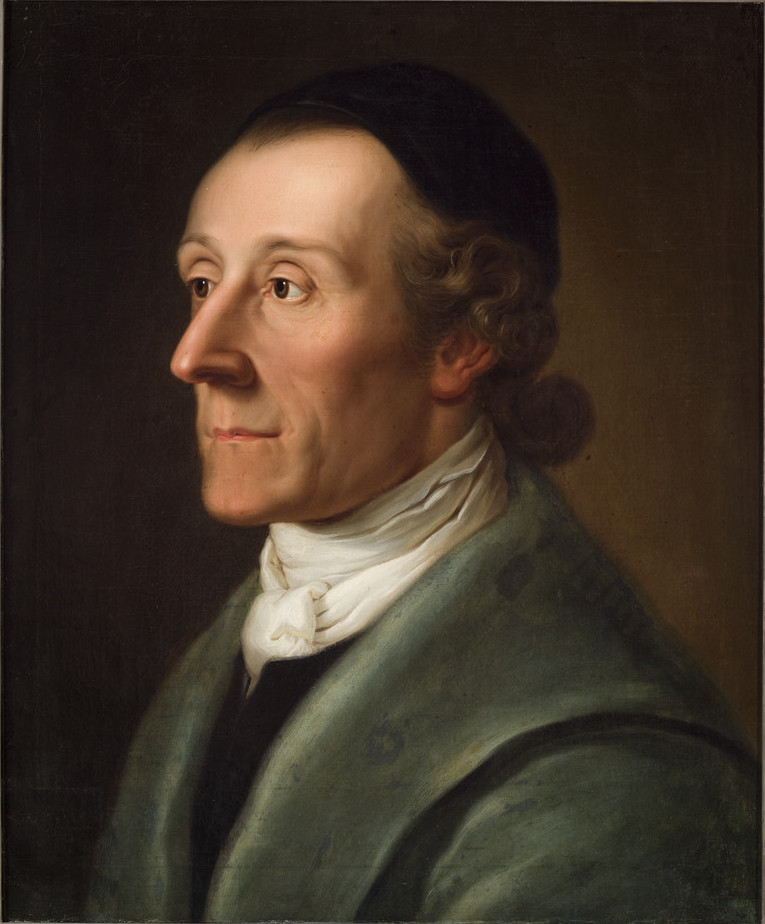
Johann Caspar Lavater (1741–1801)

- Lavater, Johann Heinrich († 1691), Schweizer Arzt und Naturforscher
- Lavater, Johann Karl (1769–1837), deutscher Kaufmann und Abgeordneter
- Lavater, Johannes (1624–1695), Schweizer evangelischer Geistlicher und Hochschullehrer
- Lavater, Ludwig (1527–1586), Schweizer reformierter Geistlicher, Antistes der Zürcher Kirche
- Lavater, Warja (1913–2007), Schweizer Grafikerin
- Lavater-Sloman, Mary (1891–1980), deutsch-schweizerische Schriftstellerin
- Lavaud, Franck (1903–1986), haitianischer Politiker, Präsident von Haiti
- Lavaud, René (1874–1955), französischer Romanist und Okzitanist
- Lavaud, Sophie (* 1968), französisch-schweizerisch-kanadische Referentin und Alpinistin
- Lavauden, Louis (1881–1935), französischer Zoologe und Forstwissenschaftler
- Lavaux, Saskia (* 1979), deutsche MusikerinSaskia Lavaux (* 1979)

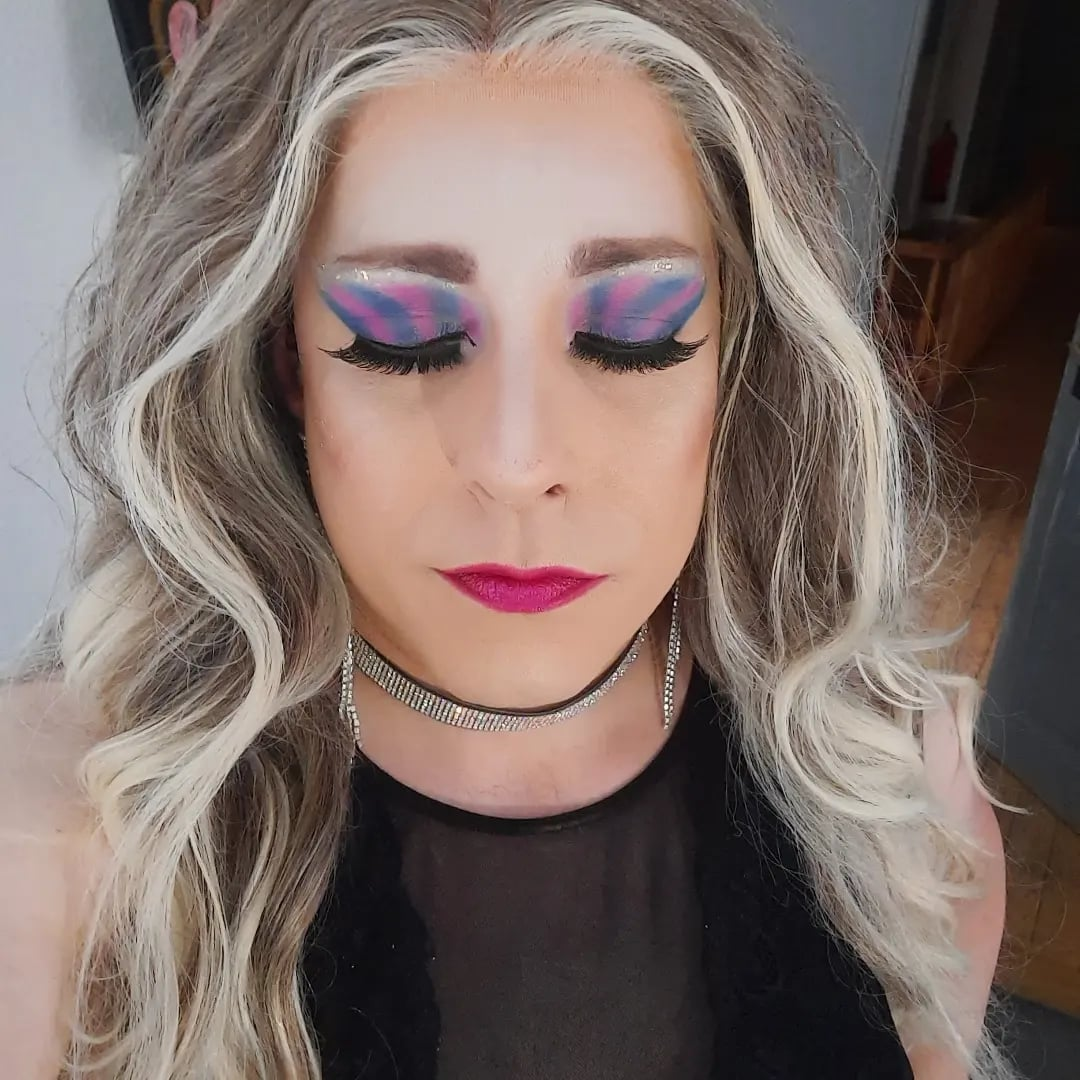
Saskia Lavaux (* 1979)

- Lavazza, Luigi (1859–1949), italienischer Unternehmer

### Lave
- Lave, Jean, Ethnographin, Soziologin und Anthropologin
- Lave, Kitione (1934–2006), tongaischer Boxer
- Laveau, Marie († 1881), Voodoo-Queen
- Laveaux, Étienne Maynaud de Bizefranc de (1751–1828), französischer General und Politiker
- Laveaux, Jean-Charles (1749–1827), französischer Autor, Journalist, Politiker, Lexikograf, Grammatiker, Übersetzer und Historiker, der in Deutschland und Frankreich wirkte
- Laveaux, Ludwik de (1868–1894), polnischer Maler
- LaVeaux, Shayla (* 1969), US-amerikanische Pornodarstellerin und -produzentin
- Lavedan, Henri (1859–1940), französischer Schriftsteller und Journalist
- Laveleye, Émile Louis Victor de (1822–1892), belgischer Wirtschaftswissenschaftler und Soziologe
- Lavell, Carol (1943–2023), US-amerikanische Dressurreiterin
- Lavelle, Bec (* 1980), australische Popsängerin
- Lavelle, Becky (* 1974), US-amerikanische Triathletin
- Lavelle, Caroline (* 1969), britische Sängerin und Cellistin
- Lavelle, James (* 1974), britischer DJ, Musiker, Musikproduzent und Labelbetreiber
- Lavelle, Louis (1883–1951), französischer Philosoph
- Lavelle, Matt (* 1970), US-amerikanischer Jazz- und Improvisationsmusiker (Trompete, Flügelhorn, Bassklarinette)
- Lavelle, Rose (* 1995), US-amerikanische FußballspielerinRose Lavelle (* 1995)

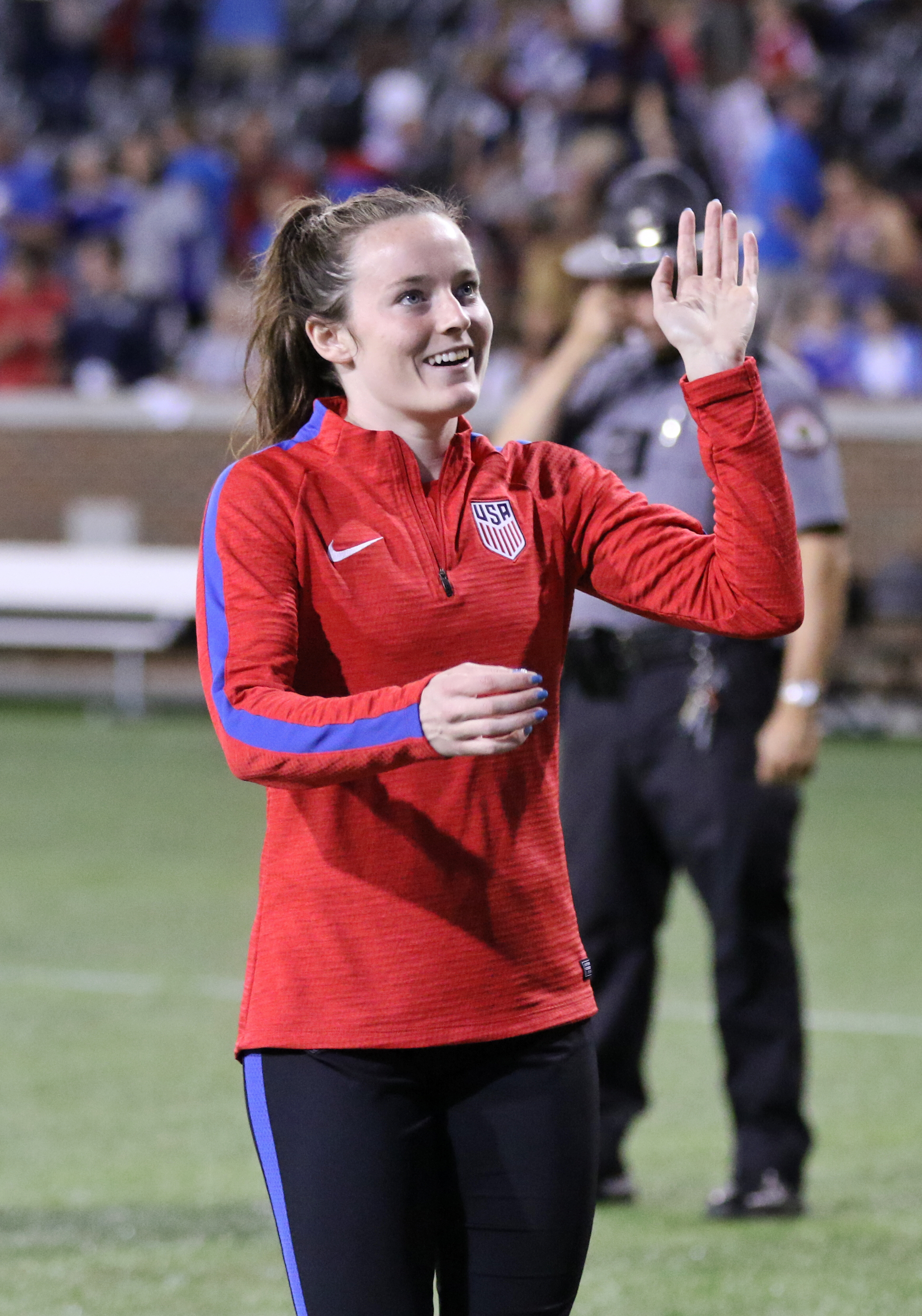
Rose Lavelle (* 1995)

- Lavelli, Dante (1923–2009), US-amerikanischer American-Football-Spieler
- Laven, Arnold (1922–2009), US-amerikanischer Regisseur, Drehbuchautor und Produzent
- Laven, Oliver (* 1968), deutscher Unternehmer, Manager, Moderator
- Laven, Paul (1902–1979), deutscher Rundfunkjournalist und Schriftsteller
- Laven, Rolf (* 1966), deutsch-österreichischer Bildhauer, Kunstpädagoge und Hochschullehrer
- Lavenás, Juan (1914–1999), argentinischer Hürdenläufer und Sprinter
- Lavenda, Richard (* 1955), US-amerikanischer Komponist
- Lavenex, Sandra (* 1970), Schweizer Politikwissenschaftlerin
- Lavenson, Alma (1897–1989), amerikanische Fotografin
- Lavenu, Ethel (1842–1917), englische Schauspielerin
- Lavenu, Vincent (* 1956), französischer Radrennfahrer und Teammanager
- Laver, Rod (* 1938), australischer TennisspielerRod Laver (* 1938)

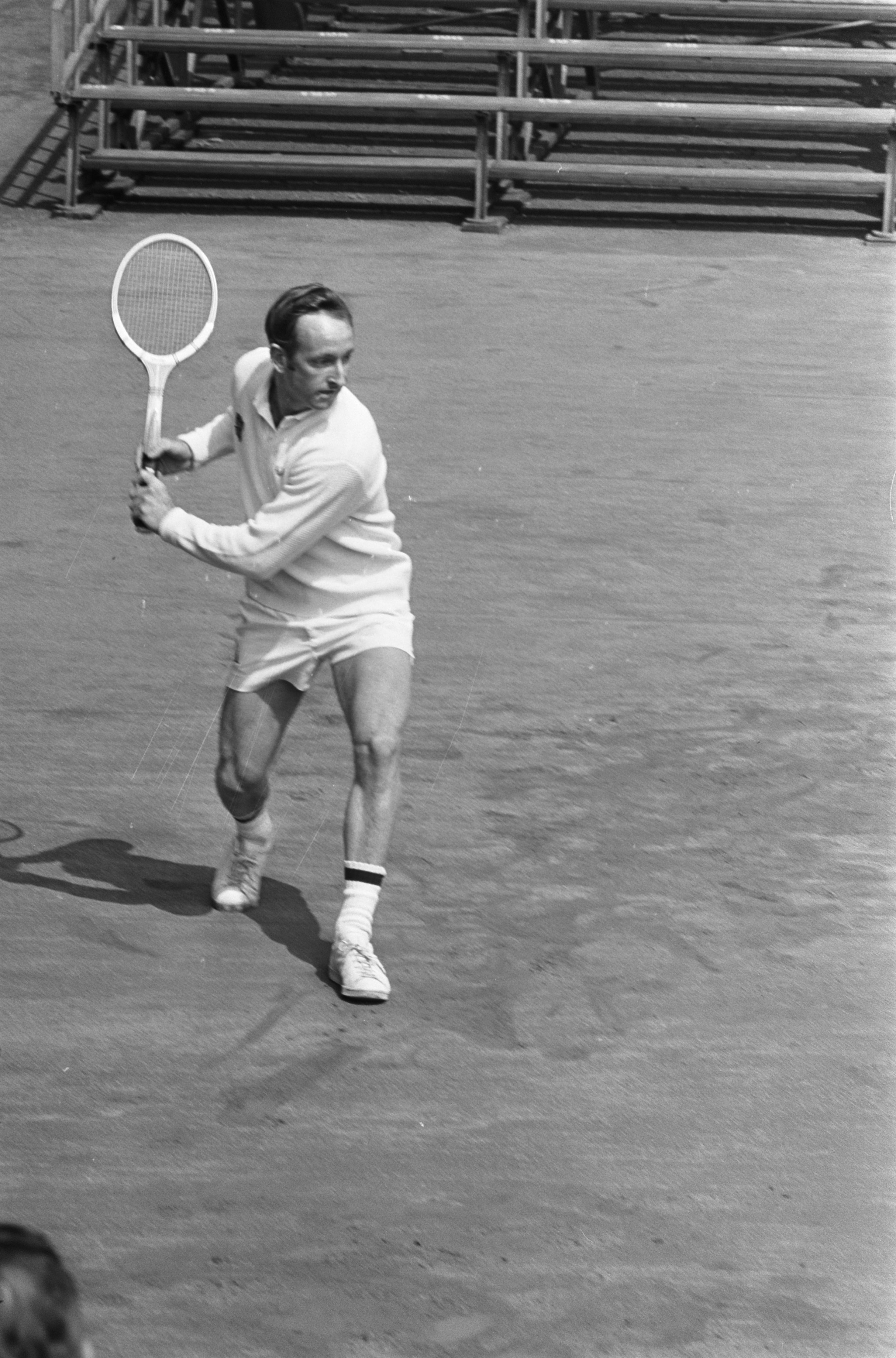
Rod Laver (* 1938)

- Laver, Rudolph (1872–1946), australisch-deutscher Elektrotechniker
- LaVera, Lauren (* 1994), US-amerikanische Schauspielerin
- Laveran, Alphonse (1845–1922), französischer Mediziner und Nobelpreisträger
- LaVercombe, Jesse, US-amerikanischer Dramatiker und Theater- und Filmschauspieler
- Laverde, Luis Felipe (* 1979), kolumbianischer Radrennfahrer
- LaVere, Charlie (1910–1983), US-amerikanischer Bandleader und Jazzmusiker
- Lavergne, Claudius (1815–1887), französischer Maler, Kunstkritiker und Glasmaler
- Lavergne, Didier, Maskenbildner
- Lavergne-Peguilhen, Alexander von (1803–1867), preußischer Landrat, Reichstagsabgeordneter
- Lavergne-Peguilhen, Moritz von (1801–1870), preußischer Landrat, MdPrA und MdL Preußen
- Laverick, Elise (* 1975), britische Ruderin
- LaVerne, Andy (* 1947), US-amerikanischer Jazzpianist und -komponist
- Lavernhe, Benjamin (* 1984), französischer Film- und TheaterschauspielerBenjamin Lavernhe (* 1984)

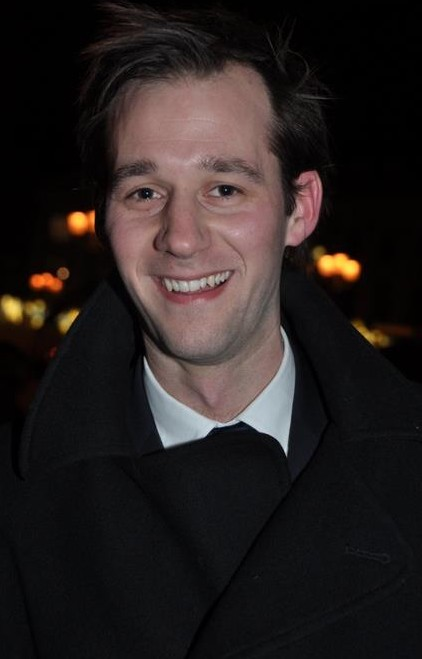
Benjamin Lavernhe (* 1984)

- Laverny, Sebastian (* 1969), spanischer Dirigent, Komponist und Jazzpianist
- Laverrenz, Victor (1862–1910), deutscher Buchhändler, Verleger und Schriftsteller
- Laverrenz, Wilhelm (1879–1955), deutscher Politiker (DNVP, CDU), MdR, MdA
- Laverrière, Alphonse (1872–1954), Schweizer Architekt
- Lavertu, Gaëtan (* 1944), kanadischer Diplomat
- Laverty, Eugene (* 1986), nordirischer Motorradrennfahrer
- Laverty, Michael (* 1981), britischer Motorradrennfahrer
- Laverty, Paul (* 1957), britischer Drehbuchautor
- Lavery, Bryony (* 1947), britische Theater-, Fernseh- und Radioautorin
- Lavery, Cecil (1894–1967), irischer Jurist, Generalstaatsanwalt und Richter
- Lavery, Emmet (1902–1986), US-amerikanischer Dramatiker und Drehbuchautor
- Lavery, Hazel (1880–1935), irisch-amerikanische Erbin und Gesellschaftsdame in der Londoner Gesellschaft
- Lavery, James (* 1929), kanadischer Sprinter
- Lavery, John (1856–1941), irischer Porträtist und Landschaftsmaler
- Lavery, Nicholas (* 1998), australischer Ruderer
- Lavery, Nicola (* 1960), britische Skilangläuferin
- Lavery, Philip (* 1990), irischer Radrennfahrer
- Lavery, Rohan (* 2000), australischer Ruderer
- Lavery, Tom (1911–1987), südafrikanischer Hürdenläufer und Sprinter
- Laves, Ernst (1863–1927), deutscher Naturwissenschaftler, Apotheker und Chemiker
- Laves, Fritz (1906–1978), deutscher Mineraloge und Kristallograph
- Laves, Georg (1825–1907), deutscher Maler und Radierer
- Laves, Georg Ludwig Friedrich (1788–1864), deutscher Architekt, Stadtplaner und BauingenieurGeorg Ludwig Friedrich Laves (1788–1864)

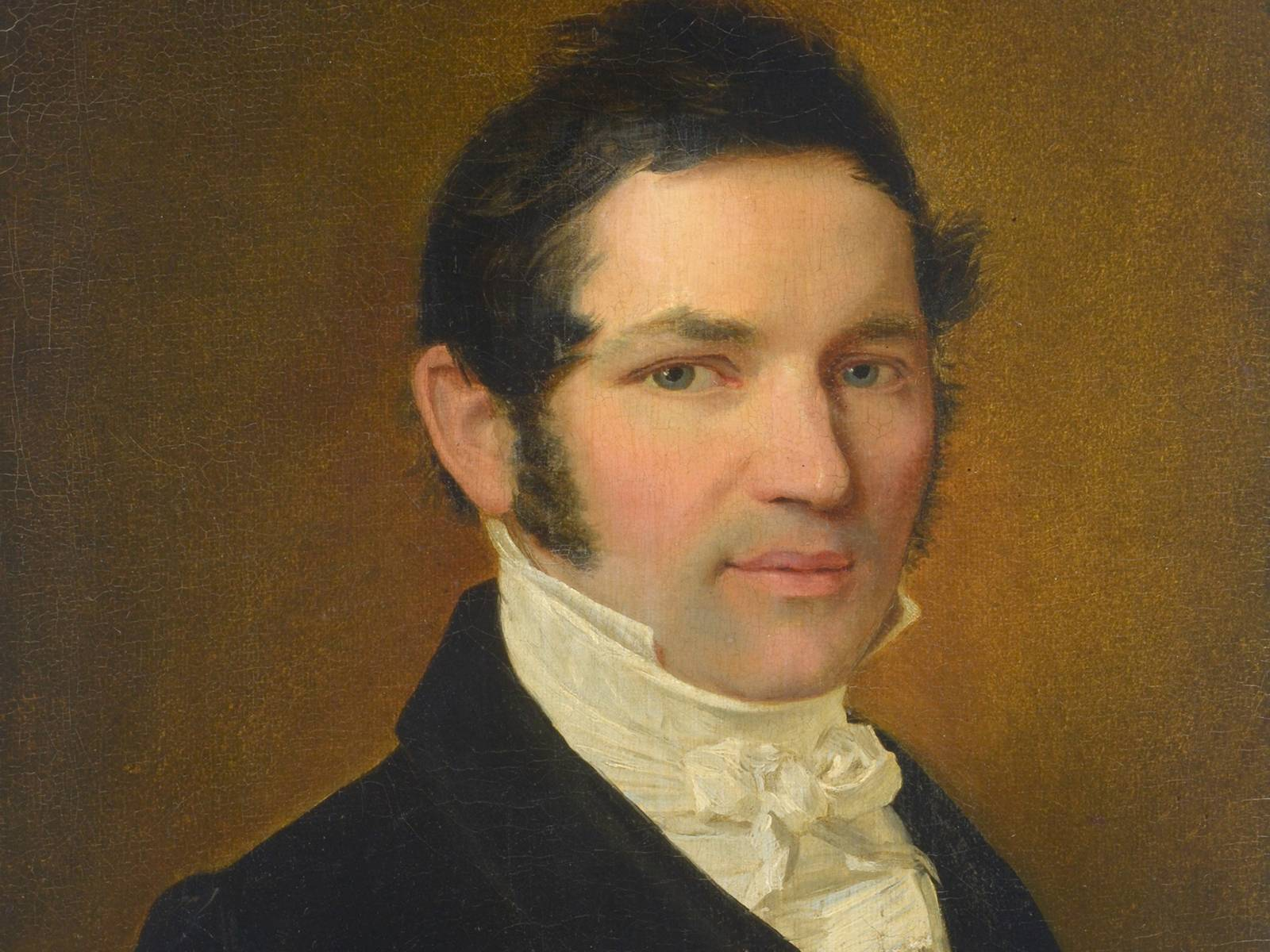
Georg Ludwig Friedrich Laves (1788–1864)

- Laves, Johann Friedrich (1734–1818), deutscher Oberlandbaumeister in Kurhannover
- Laves, Kurt (1866–1944), deutsch-US-amerikanischer Astronom
- Lavesque von Arlon, Nikolaus († 1392), Weihbischof von Trier und Titularbischof von Akko
- Lavesson, Olof (* 1976), schwedischer Politiker, Mitglied des Riksdag
- Lavet, Marius (1894–1980), französischer Ingenieur und Uhrmacher
- LaVette, Bettye (* 1946), US-amerikanische R&B- und Soul-Sängerin
- LaVey, Anton Szandor (1930–1997), US-amerikanischer Okkultist, Gründer der amerikanischen Church of Satan
- Lavey, Christian (* 1976), luxemburgischer Zauberkünstler, Illusionist und Unternehmer
- Lavey, Martha (1957–2017), US-amerikanische Kulturschaffende und künstlerische Leiterin der Steppenwolf Theatre Company in Chicago
- Lavezzi, Claude (1920–2004), französischer Kommunist und Restaurantbetreiber
- Lavezzi, Ezequiel (* 1985), argentinischer Fußballspieler

### Lavi
- Lavi, Daliah (1942–2017), israelische Filmschauspielerin und SängerinDaliah Lavi (1942–2017)

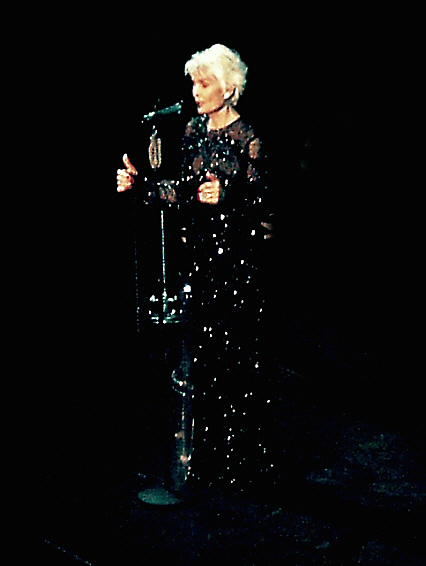
Daliah Lavi (1942–2017)

- Lavi, Inbar (* 1986), israelisch-US-amerikanische Schauspielerin
- Lavi, Neta (* 1996), israelisch-portugiesischer Fußballspieler
- Lavia, Gabriele (* 1942), italienischer Regisseur, Dramaturg und Schauspieler
- Lavia, Roméo (* 2004), belgischer Fußballspieler
- Laviada, Carlos (1915–1979), mexikanischer Fußballspieler
- Laviani, Ferruccio (* 1960), italienischer Architekt und Designer
- Laviani, Frank (* 1977), deutscher Fußballspieler
- Lavička, Vítězslav (* 1963), tschechischer Fußballspieler und -trainer
- Lavíčková, Krista (1917–1944), tschechische Sekretärin und Widerstandskämpferin gegen den Nationalsozialismus
- Lavičková, Kristýna (* 2002), tschechische Tennisspielerin
- Lavickyte, Rugile (* 2001), norwegische Volleyballspielerin
- Lavie, Aliza (* 1964), israelische Politikerin
- Lavie, André (1959–1990), französischer Mittelstreckenläufer
- Lavie, Ido (* 1982), israelischer Handballspieler
- Lavie, Lisa (* 1983), kanadische Sängerin und Songschreiberin
- Lavié, Miguel (* 1986), uruguayischer Fußballspieler
- Lavie, Oren (* 1976), israelischer Komponist, Musiker, Theaterschriftsteller und Regisseur
- Lavié, Raúl (* 1937), argentinischer Tangosänger, Entertainer und Schauspieler
- Lavieille, Christian (* 1965), französischer Motorradrennfahrer und Rallyefahrer
- Lavieille, Eugène (1820–1889), französischer Maler
- Lavielle, Daniel (* 1880), französischer Kunstturner
- Lavier, Bertrand (* 1949), französischer Bildhauer und Installationskünstler
- Lavies, Hanns Wilhelm (1908–2000), deutscher Publizistik- und Filmwissenschaftler
- Lavieu, Antoine (* 1990), französischer Straßenradrennfahrer
- Lavigerie, Charles Martial (1825–1892), französischer Kardinal und Ordensgründer
- Lavigilante, Jason (* 1991), mauritischer Boxer
- Lavigna, Vincenzo (1776–1836), italienischer Komponist
- Lavignac, Albert (1846–1916), französischer Musikwissenschaftler und Komponist
- Lavigne, Ariane (* 1984), kanadische Snowboarderin
- Lavigne, Arthur (1845–1925), kanadischer Geiger, Musikverleger, -veranstalter, -kritiker und -pädagoge
- Lavigne, Avril (* 1984), kanadisch-französische SängerinAvril Lavigne (* 1984)

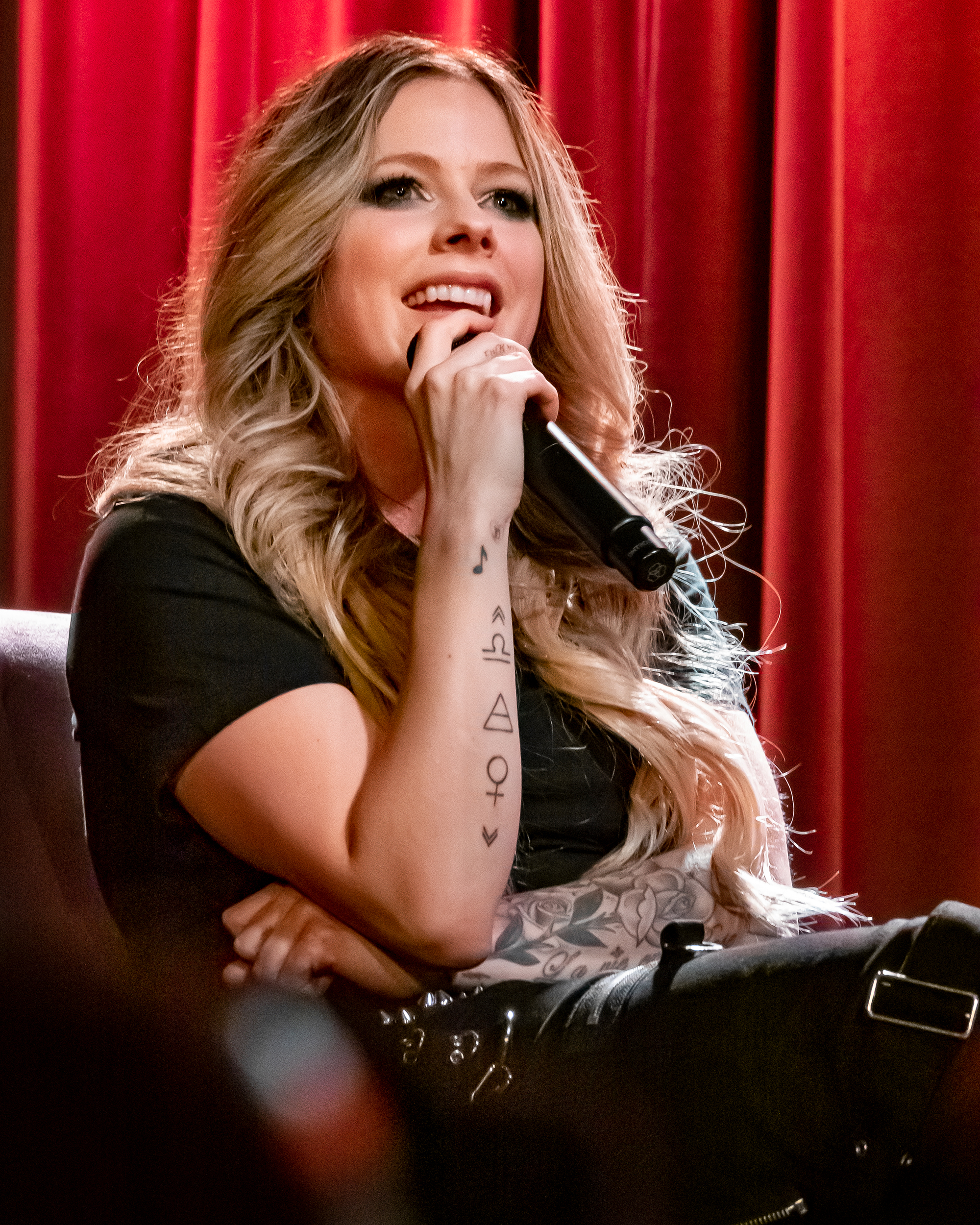
Avril Lavigne (* 1984)

- Lavigne, Charles (1840–1913), französischer Jesuit, Apostolischer Vikar in Indien, Bischof in Sri Lanka
- Lavigne, Charles (1944–2005), französischer Brücken-Architekt
- Lavigne, Dru, Netzwerk- und Systemadministratorin, Ausbilderin im IT-Bereich und Autorin
- Lavigne, Émery (1859–1902), kanadischer Pianist, Organist und Musikpädagoge
- Lavigne, Ernest (1851–1909), kanadischer Komponist, Kapellmeister, Kornettist und Musikverleger
- Lavigne, Jules (1901–1957), belgischer Fußballspieler
- Lavigne, Kid (1869–1928), US-amerikanischer Boxer
- Lavigne, Philibert de, französischer Komponist der Barockzeit
- Lavigne, Philippe (* 1965), französischer General der französischen Luftstreitkräfte und Supreme Allied Commander Transformation
- Lavigne, Renan (* 1974), französischer Squashspieler
- Lavik, Nils (1884–1966), norwegischer Politiker (Kristeligt Folkeparti), Mitglied des Storting
- Lavilla, Landino (1934–2020), spanischer Politiker (UDC), Abgeordneter, Senator, Justizminister und Parlamentspräsident
- Lavillardière, Auguste (1844–1908), Generaloberer der Oblaten der Makellosen Jungfrau Maria
- Laville, Florent (* 1973), französischer Fußballspieler
- Lavillenie, Renaud (* 1986), französischer Stabhochspringer
- Lavillenie, Valentin (* 1991), französischer Stabhochspringer
- Lavilliers, Bernard (* 1946), französischer Chansonnier
- Lavín, Carlos (1883–1962), chilenischer Komponist und Musikwissenschaftler
- Lavín, Joaquín (* 1953), chilenischer Politiker
- Lavin, Linda (1937–2024), US-amerikanische Sängerin und SchauspielerinLinda Lavin (1937–2024)

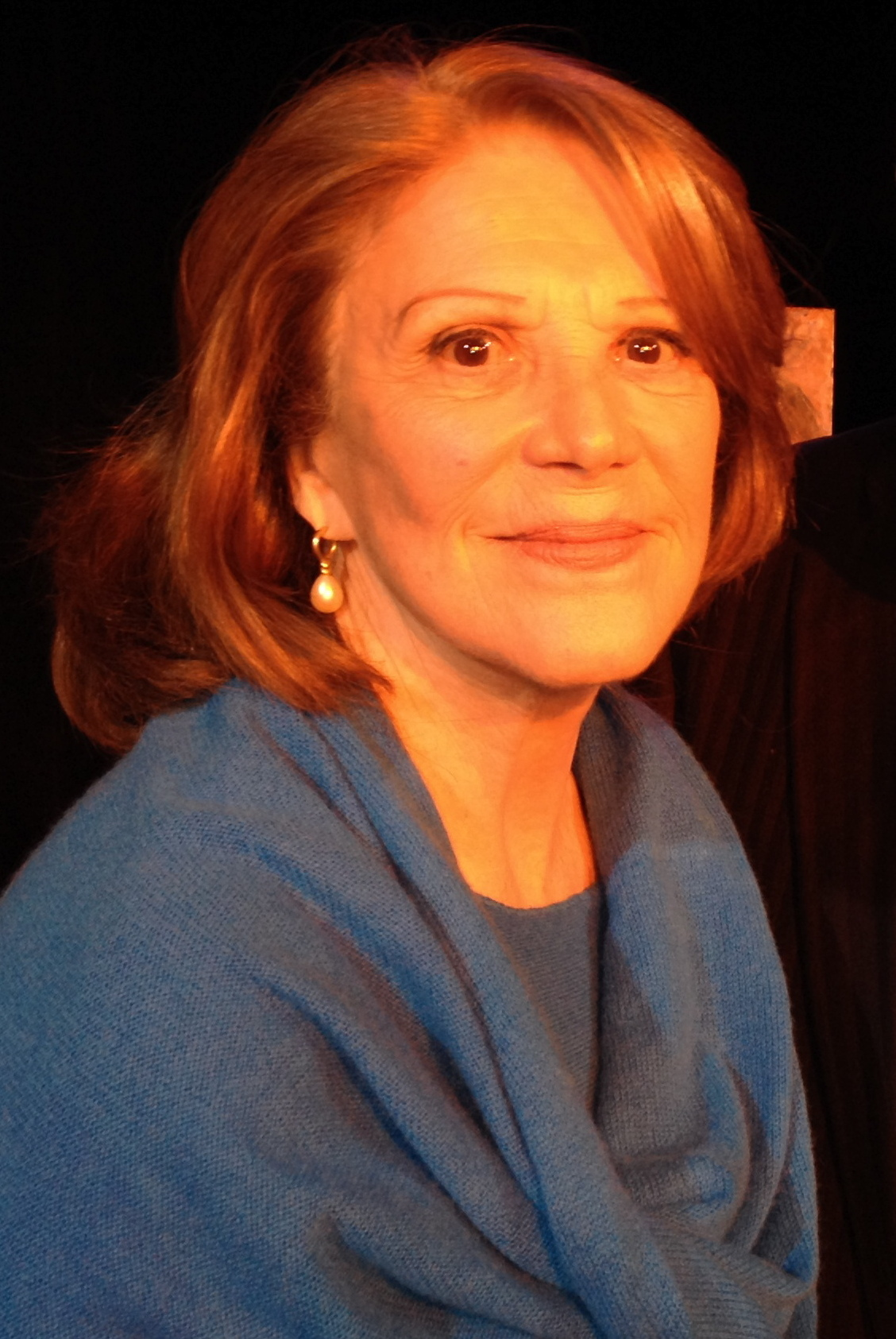
Linda Lavin (1937–2024)

- Lavin, Sarah (* 1994), irische Hürdenläuferin
- Laviña, Francisco Javier, uruguayischer Politiker
- LaVine, Jackie (1929–2022), US-amerikanische Schwimmerin
- LaVine, Zach (* 1995), US-amerikanischer Basketballspieler
- Lavinia Șandru (* 1975), rumänische Politikerin, Journalistin und Schauspielerin
- Lavino, Ermanno (* 1930), italienischer Dokumentarfilmer
- Laviņš, Rodrigo (* 1974), lettischer Eishockeyspieler
- Laviolette, Jack (1879–1960), kanadischer Eishockeyspieler
- Laviolette, Peter (* 1964), US-amerikanischer Eishockeytrainer
- Laviosa Zambotti, Pia (1898–1965), italienische Prähistorikerin
- Laviosa, Clelia (1928–1999), italienische Klassische Archäologin und Etruskologin
- Lavirgen, Pedro (1930–2023), spanischer Opernsänger (Tenor)
- Lavis, Arthur (1924–1999), britischer Kameramann
- Laviscount, Lucien (* 1992), britischer SchauspielerLucien Laviscount (* 1992)

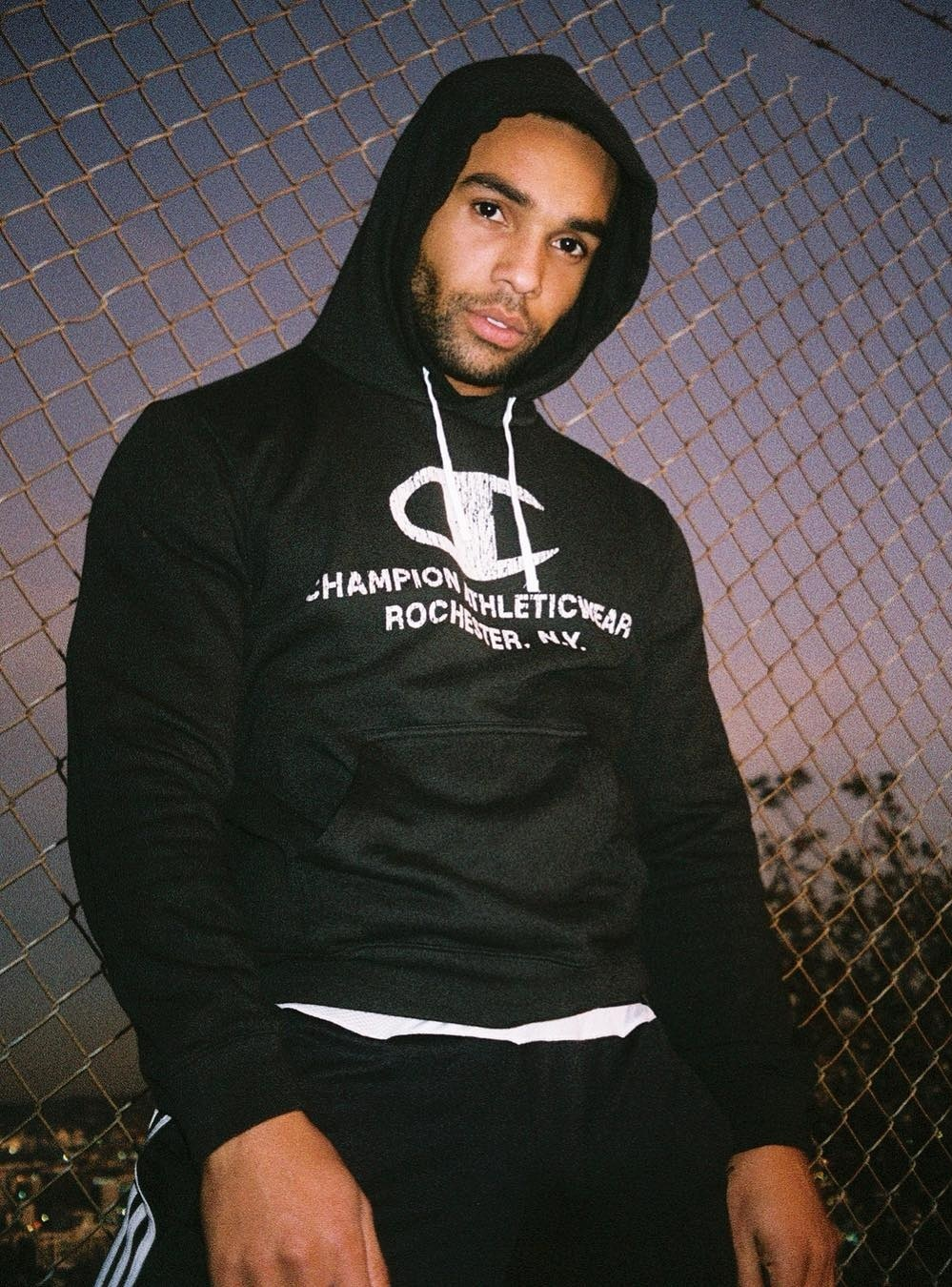
Lucien Laviscount (* 1992)

- Lavisse, Ernest (1842–1922), französischer Historiker
- Lavista, Mario (1943–2021), mexikanischer Komponist
- Lavista, Raúl (1913–1980), mexikanischer Komponist und Dirigent
- Lavitrano, Luigi (1874–1950), italienischer Geistlicher, Erzbischof von Palermo und Kurienkardinal der römisch-katholischen Kirche
- Lavizzari, Alexandra (* 1953), Schweizer Schriftstellerin
- Lavizzari, Luigi (1814–1875), Schweizer Forscher, Publizist, Politiker, Tessiner Grossrat und Staatsrat

### Lavo
- Lavochkina, Svetlana (* 1973), jüdische Schriftstellerin und Übersetzerin
- Lavodrama, Anicet (* 1963), zentralafrikanischer Basketballspieler
- Lavoe, Héctor (1946–1993), puerto-ricanischer Komponist und Sänger
- Lavogez, Claire (* 1994), französische Fußballspielerin
- Lavoie, Daniel (* 1949), kanadischer Singer-Songwriter
- Lavoie, Dominic (* 1967), österreichisch-kanadischer Eishockeyspieler
- Lavoie, Florence (* 1982), kanadische Badmintonspielerin
- Lavoie, Hercule, kanadischer Opernsänger (Bariton)
- Lavoie, Jean Sébastien (* 1978), kanadischer Sänger und Musicaldarsteller
- Lavoie, Marc (* 1954), kanadischer Wirtschaftswissenschaftler und Hochschullehrer
- Lavoie, Sylvain (* 1947), kanadischer Ordensgeistlicher, Erzbischof von Keewatin-Le Pas
- Lavoie-Herz, Djane (1889–1982), kanadische Pianistin und Musikpädagogin
- Lavoine, Gilbert (1921–1965), französischer Boxer
- Lavoine, Marc (* 1962), französischer Musiker
- Lavoisier, Antoine Laurent de (1743–1794), französischer ChemikerAntoine Laurent de Lavoisier (1743–1794)

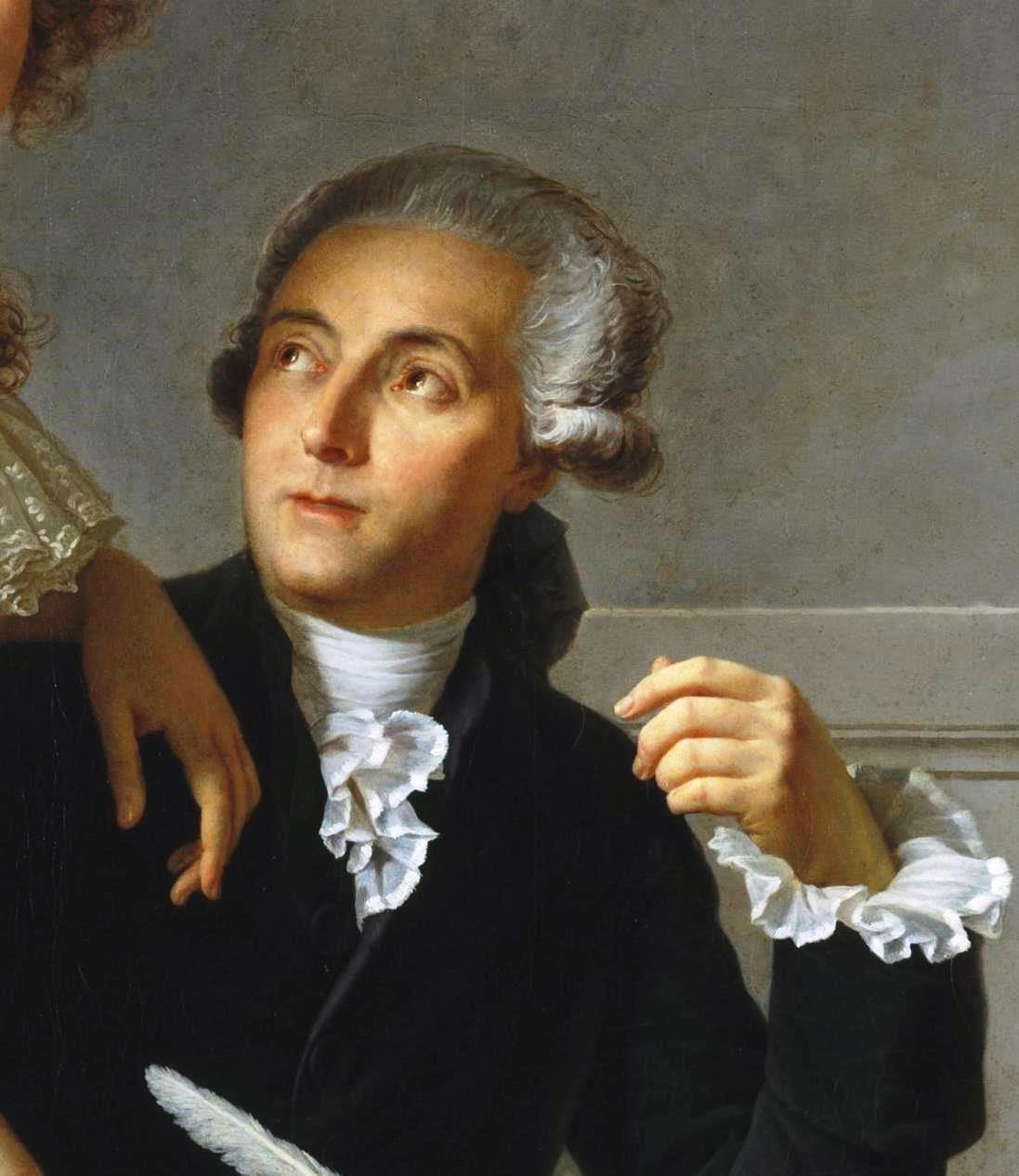
Antoine Laurent de Lavoisier (1743–1794)

- Lavoisier, Marie (1758–1836), französische Chemikerin
- Lavorato, Mario (* 1956), italienischer Gastwirt und verurteilter Mafioso
- Lavoratori, Franco (1941–2006), italienischer Wasserballspieler
- Lavorel, Sandra (* 1965), französische Landschaftsökologin
- Lavorel, Warren (1935–2011), US-amerikanischer Diplomat und stellvertretender Generaldirektor der Welthandelsorganisation
- LaVorgna, Adam (* 1981), US-amerikanischer Schauspieler
- LaVorgna, Bill (1933–2007), US-amerikanischer Traditional-Pop- & Jazzmusiker
- Lavos, Josef (1807–1848), österreichischer Maler
- Lavotta, János (1764–1820), ungarischer Violinist und Komponist
- Lavoyer, Agota (* 1981), Expertin für sexualisierte Gewalt und OpferberatungAgota Lavoyer (* 1981)

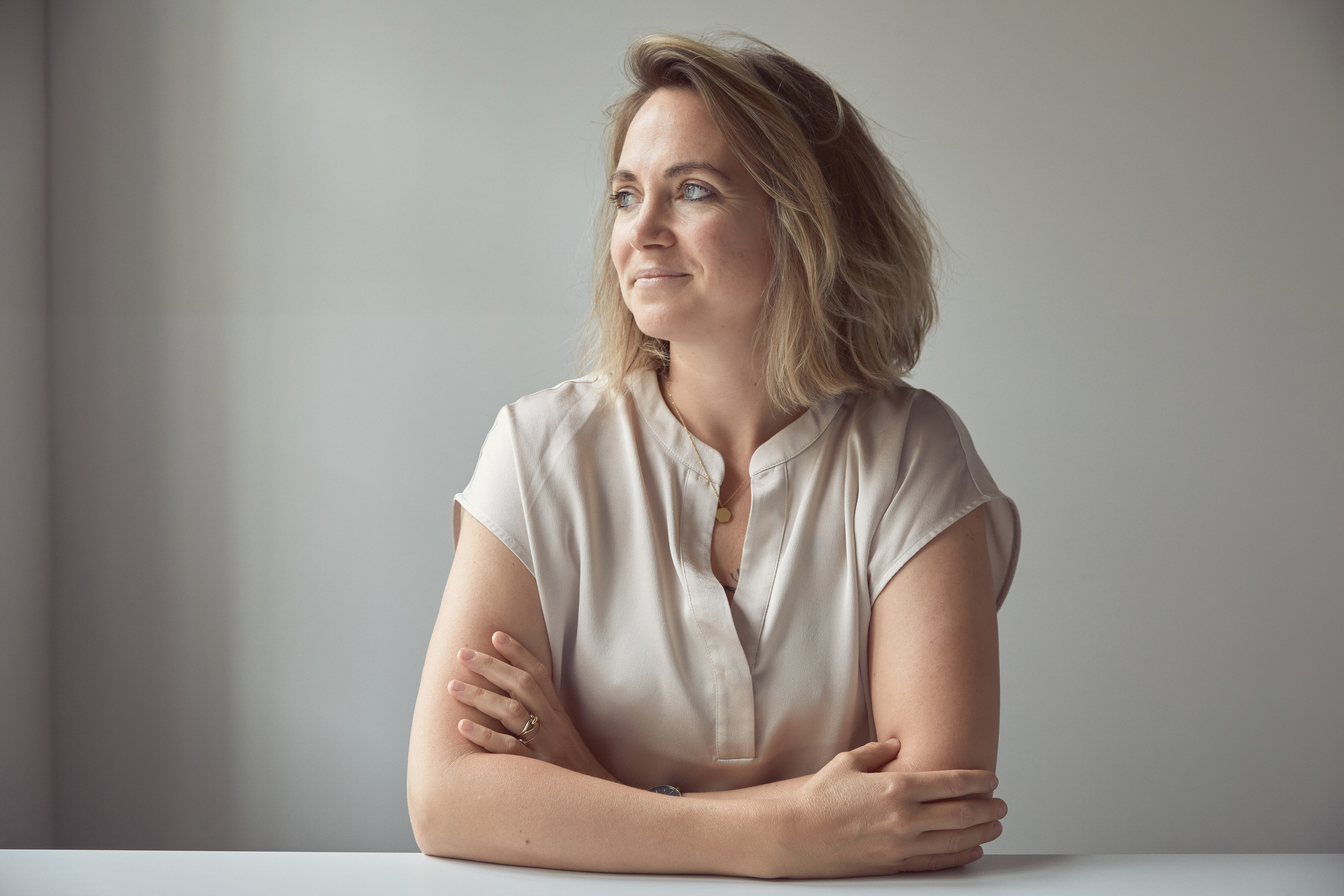
Agota Lavoyer (* 1981)

### Lavr
- Lavrač, Nada (* 1953), slowenische Wissenschaftlerin
- Lavrador, João Fernandes, portugiesischer Seefahrer
- Lavraie, Albert, französischer Schwimmer
- Lavrangas, Dionysios (1860–1941), griechischer Komponist
- Lavranos, John Jacob (1926–2018), griechischer Botaniker
- Lavrenovaitė-Perez, Justina (* 1984), litauische Fußballschiedsrichterin
- Lavrentis, Ioannis, griechischer Leichtathlet
- Lavreysen, Harrie (* 1997), niederländischer RadsportlerHarrie Lavreysen (* 1997)

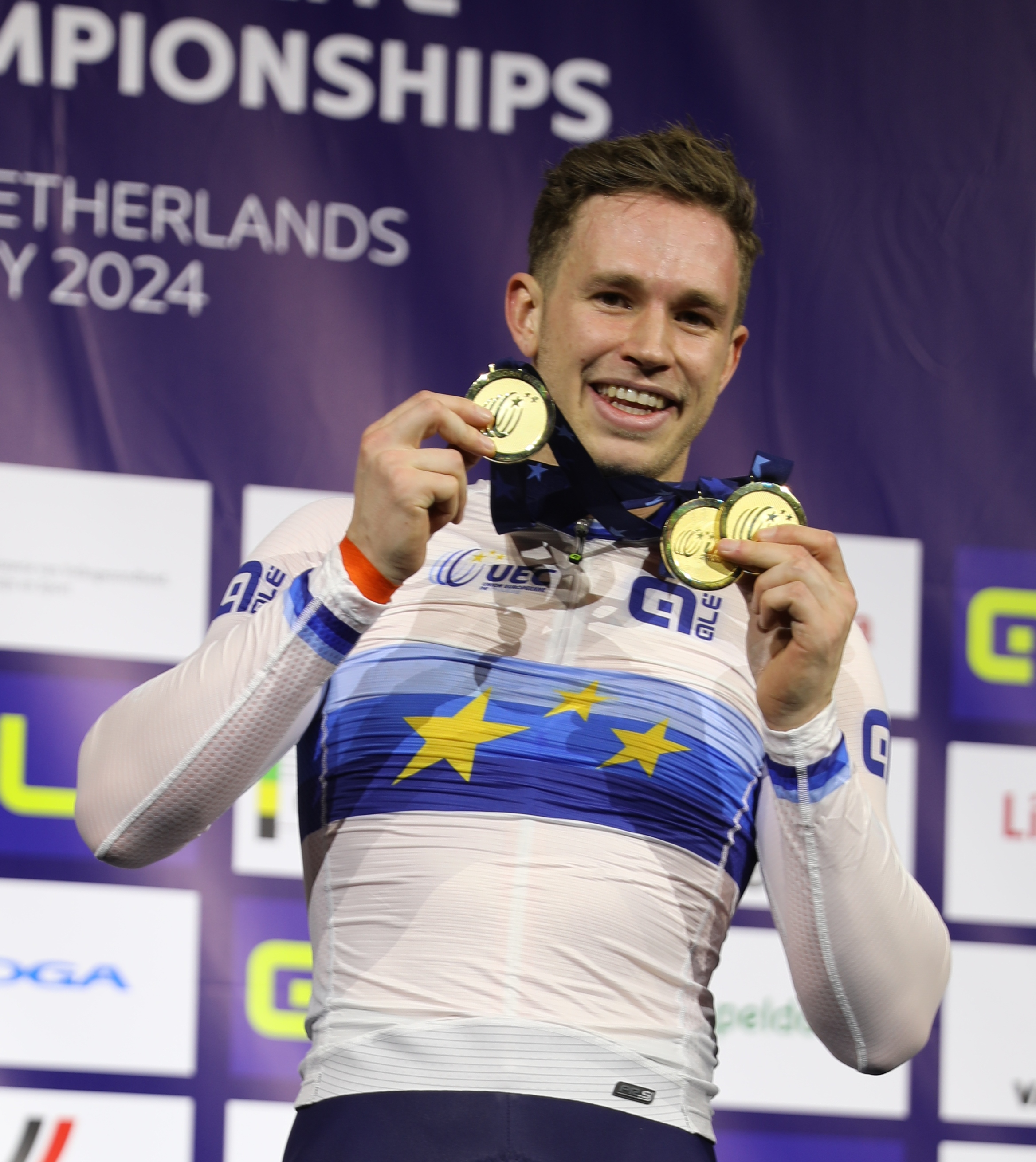
Harrie Lavreysen (* 1997)

- Lavric, Florica (1962–2014), rumänische Ruderin
- Lavrič, Klemen (* 1981), slowenischer Fußballspieler
- Lavric, Mirela (* 1991), rumänische Leichtathletin
- Lavrilleux, Jérôme (* 1969), französischer Politiker
- Lavrinovič, Aleksandr (* 1982), litauischer Biathlet
- Lavrinovič, Darjuš (* 1979), litauischer Basketballspieler
- Lavrinovič, Kšyštof (* 1979), litauischer Basketballspieler
- Lavrinovičius, Danielius (* 1999), litauischer Basketballspieler
- Lavrinovičs, Guntis (* 1985), lettischer Badmintonspieler
- Lavrnić, Đorđe (1946–2010), jugoslawischer Handballspieler und Olympiasieger
- Lavroff, Georges (1895–1991), russischer Bildhauer
- Lavrsen, Lasse (* 1963), dänischer Curler

### Lavt
- Lavtar, Katarina (* 1988), slowenische Skirennläuferin

### Lavy
- Lavy, Charles (1842–1928), Hamburger Kaufmann und Industrieller, MdHB